# Lijst van albums van De Kiekeboes
Hieronder volgt een volledige lijst van albums van De Kiekeboes, de stripreeks van de hand van striptekenaar Merho.

## Albums

### Hoofdreeks
1. De Wollebollen
2. De duivelse driehoek
3. De dorpstiran van Boeloe Boeloe
4. De onthoofde sfinx
5. Tegen de sterren op
6. Kiekeboe in Carré
7. De schat van Mata Hari
8. De Haar-Tisten
9. De zwarte Zonnekoning
10. De doedelzak van Mac Reel
11. Spoken in huis
12. De Trawanten van Spih
13. Kies Kiekeboe
14. Een zakje chips
15. Mysterie op Spell-Deprik
16. Meesterwerken bij de vleet
17. Fanny Girl
18. Bing Bong
19. Geeeeef acht!
20. De Ka-Fhaar
21. De pili-pili pillen
22. De omgekeerde piramide
23. De snor van Kiekeboe
24. De anonieme smulpapen
25. Het plan SStoeffer
26. Album 26
27. De getatoeëerde mossel
28. Over koetjes en kalfjes
29. De zoete regen
30. Het lot van Charlotte
31. Klavertje vier
32. Het edelweissmotief
33. De een zijn dood
34. De zaak Luc Raak
35. Kiekeboeket
36. Het witte bloed
37. Jeanne Darm
38. Prettige feestdagen
39. De fez van Fes
40. Villa Delfia
41. De bende van Moemoe
42. De spray-historie
43. De spookfirma
44. Hotel O
45. Een koud kunstje
46. Konstantinopel in Istanboel
47. De taart
48. Black-out
49. De Medusa-stichting
50. Afgelast wegens ziekte
51. Met de Franse slag
52. De wraak van Dédé
53. De roze Rolls
54. Gedonder om de bliksem
55. Schiet niet op de pianist
56. Het Stokvis-incident
57. Zeg het met bloemen
58. Haaiman
59. De kus van Mona
60. Het gat in de kaas
61. De zes sterren
62. Doorgestoken kaart
63. Moet er nog sneeuw zijn?
64. De onweerstaanbare man
65. De come-back van Dédé
66. De hoofdzaak
67. Het geslacht Kinkel
68. Thantomthant
69. Zand erover
70. Witter dan wit
71. King Sacha
72. Het Zipan-project
73. Hoe meer kijkers
74. De wereld volgens Kiekeboe
75. Het idee van Dédé
76. Kiekebanus[1]
77. Drempelvrees
78. Havana Gilla
79. Kunst en vliegwerk
80. De babyvampier
81. Blond en BlauW
82. De Aqua-rel
83. Lang zullen ze leven
84. Het lijk had gelijk
85. In het spoor van Dédé
86. Misstoestanden
87. De Simstones
88. De hoed van Robin
89. De S van pion
90. Black e-mail
91. De affaire Chichi
92. De Heeren van Scheurbuyck
93. In tweevoud
94. Taxi Comitée
95. Alles kitsch
96. De Incabouter
97. KieleKiele Boe
98. Verkeerd verbonden
99. Mona, de musical
100. 99 Plus
101. In vuur en vlam
102. De potloodmummie
103. Heil Bod
104. De Himbagodin
105. Het Boerka Complot
106. Vrolijke vrolijke vrienden
107. Tiznoland
108. De DT-fout
109. Een echte Vitalko
110. Baas boven baas
111. Dédé bij nacht
112. En in kwade dagen
113. De wokchinees
114. Bij Verdiensten
115. Het boemerangeffect
116. Boek.Bv
117. Drie bollen met slagroom
118. Kort en bondig
119. Geld terug
120. Joyo de eerste
121. De Kangoeroeclub
122. Doodeenvoudig/Eenvoudig dood
123. Vluchtmisdrijf
124. Stinkend rijk
125. Vrouwen komen van Mars
126. Tienduizend dagen
127. De pepermunten
128. Nood in Macadamia
129. Grof wild
130. Het SS-syndroom
131. Omtrent Oscar
132. Alle eendjes
133. Een dagje Dédé
134. Schatjes op zolder
135. Code E
136. Schijnheilig bloed
137. Bistro Dodo
138. Geen rook
139. Zonder vuur
140. Bubbelspel
141. De dode brievenbus
142. Tot op de bodem
143. De truken van Defhoor
144. Losse flodders
145. Wie A zegt
146. Alibaberg
147. Gebroken Zwart
148. Nepwerk
149. Zo zie je maar
150. K4
151. Dédé en partner
152. Niet van gisteren
153. Achteraf bekeken
154. Iemand moet het doen
155. In Troebel Water
156. Blauwblauw
157. De butler heeft het gedaan
158. Salami
159. Onvervalst vals
160. Patiënt zero
161. Dood wakker worden
162. Kind van de rekening
163. Loft met zwembad
164. Seizoensfinale, Merho's laatste album.[2]
165. Camping Vital

### De nieuwe avonturen van de Kiekeboes
1. Uranium-235
2. Make-up story
3. Hackerjacht

## Specials
- Kiekeboe en het laatste Woepie nieuws
- De straf van Sint Tetis
- Een kwestie van Tai-Ming
- De appelsmoes
- De naakte waarheid
- De grotten van Ann
- Avontuur in Sun Parks
- Liefde en Formol
- Het goede doel
- De methode Matopeh
- Het geheim van de kousenband
- Een witte kerst
- Van de os op de ezel
- Bij Fanny op schoot
- Kiekeboeket 2.0
- Hoor je het ook eens van een ander
- Vier door derden
- Kiekeboe 30 jaar (2007)
- De Kiekeboes compleet (2023), alle 164 originele verhalen naar aanleiding van 75 jaar Merho